# Tenuiphantes spiniger
Tenuiphantes spiniger là một loài nhện trong họ Linyphiidae.
Loài này thuộc chi Tenuiphantes. Tenuiphantes spiniger được Eugène Simon miêu tả năm 1929.